# Laterallus jamaicensis tuerosi
Il rallo del Junín (Laterallus jamaicensis tuerosi Fjeldsĺ, 1983) è un uccello della famiglia dei Rallidi originario del Perù.

## Descrizione
Di dimensioni molto piccole, ha capo, collo e petto di colore grigio ardesia, e ventre a righe bianche e nere. L'iride è scarlatta, il becco nero e le zampe giallo-verdastre.

## Distribuzione e habitat
Come indica il nome, questo rallide è endemico delle rive del lago Junín, nella regione omonima, situato a 4080 m di quota sugli altopiani andini del Perù centrale. È presente unicamente in due località delle coste sud-occidentali, ma probabilmente vive anche nelle paludi attorno al lago, estese 150 km², dove potrebbe essere relativamente comune.

## Biologia
Questa sottospecie riservata vive prevalentemente nelle aree miste di canneti di Juncus e di palude aperta con muschi ed erbe basse. Nidifica al termine della stagione secca, in settembre-ottobre; la femmina depone in genere due uova.

## Conservazione
Il rallo del Junín è classificato dalla IUCN Red List come specie in pericolo di estinzione (Endangered). Attualmente la popolazione viene stimata attorno ai 1000-2500 esemplari.